# 華達·比沙
華達·比沙（1986年8月7日—），是一名斯洛文尼亞足球运动员，司职前鋒，現時為自由身。

## 球會生涯
比沙的職業生涯開始於 5歲時，他效力於小球會NK Bilje。由於他是一位天才的球員，他很快就被比摩治邀請加盟球隊，在17歲時，轉為效力哥利卞。到了第二個賽季，他已經是在聯賽中第二好的前鋒和最佳球員之一，共為球隊攻入27個進球。 2006年，他轉到法甲球會索察。他是斯洛文尼亞足球網站公布的2006年最佳球員.。
2009年1月22日，歐塞爾由索察借到該斯洛文尼亞前鋒直至2009年6月。5月29日宣布，歐塞爾已經買斷他成為球會旗下球員。
2011年2月2日，尽管利物浦和富勒姆等英超球队对其感兴趣，但比沙最終与意甲俱乐部热那亚签署了一份为期四年的合同。

## 國際賽生涯
在18歲，他已代表斯洛文尼亞國家隊出戰，而且是全隊最年輕的球員。他在2009年9月9日在世界杯預選賽3:0勝波蘭打進了他第一個國際賽進球。

## 榮譽

### 哥利卡
- 斯洛文尼亞甲組聯賽: 2004-05 , 2005-06

### 索察
- 法國盃: 2006-07

## 連結
- Player profile （页面存档备份，存于） - NZS
- Player profile - LFP
- Career details （页面存档备份，存于） at National Football Teams